# Agaliarept
Agaliarept, demone del pantheon giudaico, è uno dei sei Generali dell'Inferno e comandante della Seconda Legione. 
Il suo dominio si estende sull'Europa e sull'Asia, e si dice che abbia la facoltà di controllare passato e futuro.
Agaliarept possiede il potere di scoprire ogni segreto inerente alla politica e fatti degli uomini ed è particolarmente abile nel fomentare guerre e diffondere inimicizia tra le genti. Il settore di conoscenza a lui affidato è quello delle qualità occulte dei metalli e delle proprietà curative delle piante.
Assieme a Satanachia, è uno dei due demoni direttamente comandati da Satana.
Insieme a Tarihimal, è comandante diretto di Elelogap, occupandosi a turno di tutto ciò che è inerente alle Acque.
Suoi diretti sottoposti sono Buer, Gusion e Botis.
Suo potere fondamentale è riuscire a carpire le intenzioni segrete nelle menti degli umani, sondando le loro esperienze vissute e le immagini incamerate nella sezione del cervello chiamata ippocampo;questo demone è quindi capace di riconoscere diverse pulsioni nella mente umana e di differenziarle, per stabilire dove, come e quando esse si realizzeranno.
A lui sono state attribuite diverse sembianze: pare che possa assumere l'aspetto di un uomo adulto con baffi a manubrio, ma l'aspetto principale è quello di un uomo dai capelli neri e lisci, portati alla egiziana, lunghi fino alle spalle. La sua carnagione è olivastra, la costituzione è robusta.